# Buško
Jezioro Buško (bośn. Buško Blato, dosł. Błota Buško) – największy zbiornik wodny Bośni i Hercegowiny o powierzchni 55,8 km².

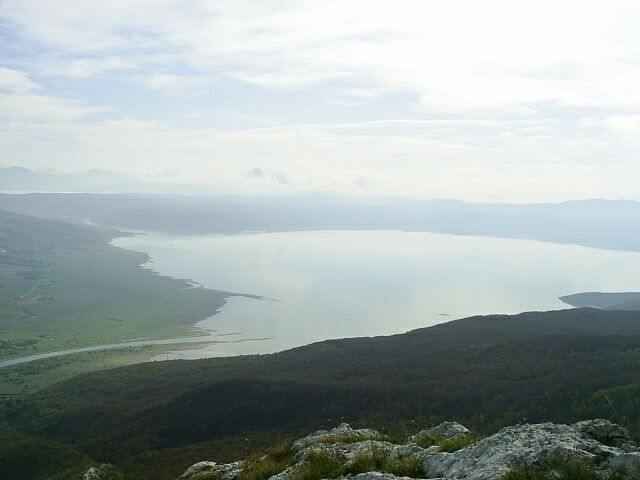
Widok z pobliskiego wzgórza

Jest położone w zachodniej Bośni i Hercegowinie w kantonie dziesiątym na terenie gmin Tomislavgrad i w mniejszej części Livno, w pobliżu granicy z Chorwacją. Na północ leży największe polje na świecie, Livanjsko. Stanowi największe sztuczne jezioro na Bałkanach i jedno z większych w Europie. Największym naturalnym jeziorem kraju jest Blidinje, którego powierzchnia waha się od 2,5 do 6 km². Połączone jest kanałem ze znacznie mniejszym zbiornikiem Lipa, który ma połączenie z rzeką Cetiną. Powstało w roku 1974, kiedy to dawne tereny rolnicze zalano wodą. Dzięki jej spiętrzeniu wybudować elektrownię wodną w Rudo o mocy 237 MW zapewniającą Bośni i Hercegowinie oraz Chorwacji (wówczas w ramach Jugosławii) energię elektryczną.
Jezioro jest bogate w ryby takie jak karp, kleń, salmo trutta, karaś srebrzysty. Od 1996 roku odbywają się na nim regaty kajaków.